# 地域医療機能推進機構四日市羽津医療センター
地域医療機能推進機構四日市羽津医療センター（ちいきいりょうきのうすいしんきこうよっかいちはづいりょうセンター）は、三重県四日市市にある医療機関である。

## 概要
地域医療機能推進機構が運営する病院の一つである。通称JCHO四日市羽津医療センター（ジェイコーよっかいちはづいりょうセンター）。
また当院は、社会保険病院群の中で開設第一号病院である。前身は、江戸時代より医業を生業として来た森家に遡る。

## 沿革
- 1897年（明治30年） - 羽津病院を設立。
- 1945年（昭和20年） - 厚生省が森家より病院を買収。日本医療団三重県支部に経営を委託する。
- 1947年（昭和22年）- 日本医療団の解散に伴い、全国社会保険協会連合会へ経営を移管、社会保険羽津病院と改称。
- 1968年（昭和48年）6月 - 人工腎センターを設立。
- 1978年（昭和53年） - 健康管理センターを設立。
- 1984年（昭和59年）4月 - 現在の病院棟が完成。
- 1990年（平成2年）- 健康管理センター棟が完成。
- 1996年（平成8年） - 四日市社会保険病院に改称。
- 1998年（平成10年） - 大腸肛門科IBDセンターを設立。
- 2003年（平成15年）6月 - 女性外来を開設。
- 2006年（平成18年）5月 - 糖尿病センター開設。
- 2014年（平成26年）- 全国社会保険協会連合会の解散に伴い、地域医療機能推進機構へ経営を移管、JCHO四日市羽津医療センターと改称。

## 診療科

### 診療一覧
- 内科（消化器・循環器・内分泌・リウマチ・膠原病・腎臓・一般・呼吸器）
- 外科（消化器・大腸肛門・乳腺・呼吸器外科）
- 神経内科
- 整形外科
- 泌尿器科
- 小児科
- 婦人科
- 眼科
- 放射線科
- 麻酔科
- 皮膚科
- ペインクリニック
- 耳鼻科
- 女性外来
- 母子精神保健専門外来（心の診療科）
- 総合健診科

### 診療施設（センター）
- 大腸肛門病（IBD）センター
- 尿路結石センター
- 糖尿病センター
- 人工腎センター
- 内視鏡室
- リハビリテーションセンター
- 健康管理センター

### 診療協力部門
- 看護局
- 薬剤部
- 検査部

### その他
- 子育て支援センター
- 介護老人保健施設サンビュー四日市

## 学会認定
- 日本内科学会認定医制度教育関連病院
- 日本糖尿病学会認定教育施設
- 日本消化器内視鏡学会専門医制度指導施設
- 日本消化器病学会専門医制度認定施設
- 日本消化管学会胃腸科指導施設
- 日本肝臓学会認定施設
- 日本透析医学会教育関連施設
- 日本腎臓学会研修施設
- 日本循環器学会認定循環器専門医研修施設
- 日本心血管インターベンション治療学会研修関連施設
- 日本リウマチ学会教育施設
- 日本外科学会外科専門医制度修練施設
- 日本大腸肛門病学会専門医認定施設
- 日本消化器外科学会専門医制度指定修練施設
- 日本乳癌学会認定医・専門医制度関連施設
- 日本整形外科学会専門医制度研修施設
- 日本泌尿器科学会専門医教育施設
- 日本眼科学会専門医制度研修施設
- 日本麻酔科学会麻酔科認定施設
- 日本病理学会研修登録施設
- 日本臨床細胞学会施設認定
- 日本乳がん検診制度管理中央機構マンモグラフィ検診施設
- 日本ドック学会委嘱研修施設
- National Clinical Datebase NCD施設
- 日本医療薬学会研修施設
- 日本医療薬学会がん専門薬剤師研修施設
- 臨床検査技師臨床実習指定施設
- 診療放射線技師臨床実習指定施設
- 薬学生実務実習受入施設
- 臨床研修指定病院
- 地域医療支援病院
- 災害医療支援病院
- 三重県がん診療連携推進病院指定

## 交通アクセス
- 近鉄名古屋線 阿倉川駅下車、西へ徒歩で約8分。
- 三重交通バス：羽津山経由Jヒルズ行で「病院前」停留所下車。
- 生活バスよっかいち：「四日市社会保険病院」停留所下車。
- 東名阪自動車道 四日市東インターチェンジより約10分。